# Ray William Johnson
Ray William Johnson (* 14. August 1981) ist ein US-amerikanischer Komiker, der vor allem für seine YouTube-Videos bekannt ist.

## Equals Three
=3, gesprochen Equals Three, ist eine Webshow mit diversen Comedy-Einlagen, die auf seinem YouTube-Hauptkanal RayWilliamJohnson veröffentlicht wird. In Equals Three zeigt und kommentiert Johnson Viral Videos, Videos die auf YouTube auf sich aufmerksam machen, z. B. durch eine hohe Anzahl von Klicks in kurzer Zeit. Am 28. April 2011 kündigte Ray eine spanischsprachige Version von Equals Three mit dem Namen Igual a Tres an, die von seinem Freund Pedro Flores (Künstlername "P-D-Flo") moderiert wird. Sie folgt dem gleichen Prinzip wie Equals Three. =3 erscheint jeden Dienstag, aus deutscher Sicht aufgrund der Zeitverschiebung mittwochs. Einzelne Folgen werden vertretungsweise von anderen Comedians moderiert. Am 27. Juni 2011 wurde der Kanal von Ray William Johnson zum meistabonnierten Kanal auf YouTube mit mehr als 10 Millionen Abonnenten und über 2,6 Milliarden Videoaufrufen insgesamt.

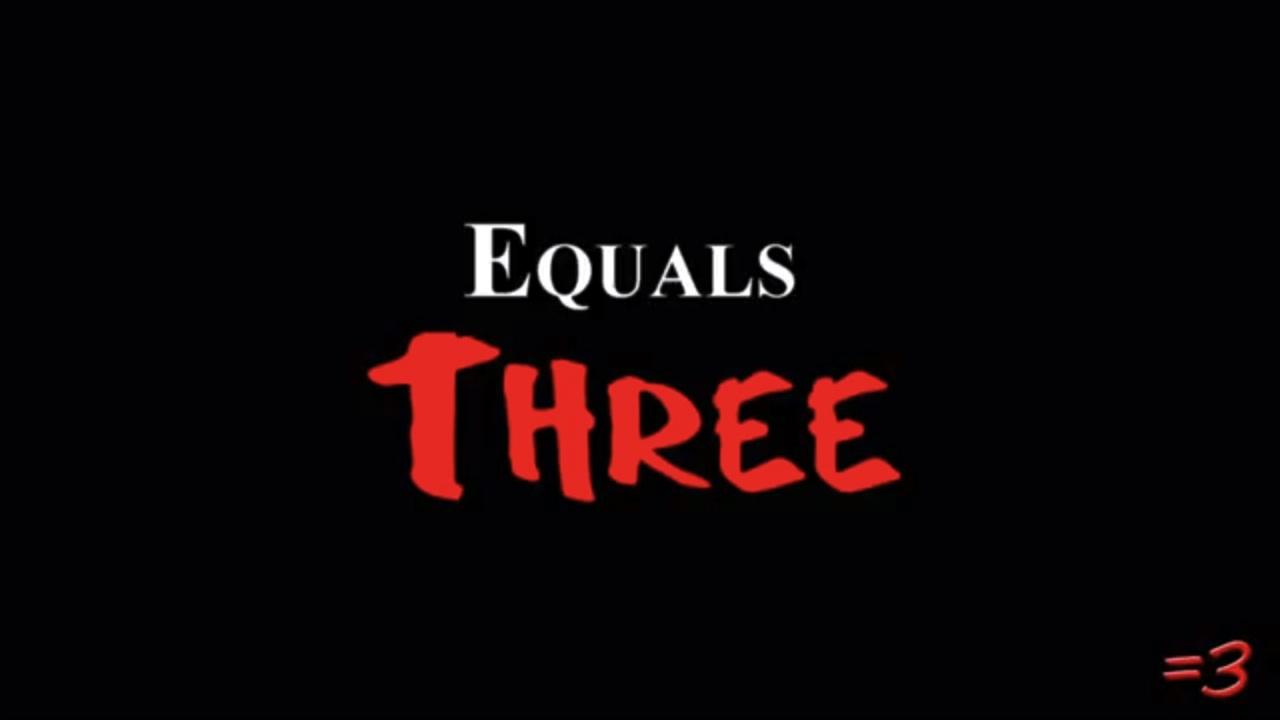
Logo des ehemaligen Ray William Johnson-Formates "Equals Three"

Am 30. Dezember 2013 kündigte Ray William Johnson an, =3 im Jahr 2014 stilllegen zu wollen, um sich auf andere Aspekte in seiner Karriere konzentrieren zu können.
Am 13. März 2014 wurde das letzte Video von =3 hochgeladen, das er moderierte.
Vom 16. Juli 2014 bis 24. Juli 2015 moderierte Robby Motz die Show auf dem Hauptkanal von Ray William Johnson, ab dem 28. Juli 2015 war es Kaja Martin. Sie wurde im Dezember abgelöst von Carlos Santos.

### Prominente Gäste
Johnson hatte in seiner Webshow mehrere prominente Gäste. Unter anderem waren schon Robin Williams sowie Jason Biggs aus der American-Pie-Reihe bei ihm anwesend.

## Andere Projekte

### Your Favorite Martian
Your Favorite Martian ist eine fiktive Band von Ray William Johnson. Er schreibt die Texte, rappt, singt, komponiert und arbeitet mit anderen Musikern zusammen. Am 26. Januar 2011 wurde das Debütvideo My Balls veröffentlicht, welches rasch 10 Millionen Zuschauer erreichte. Alle Lieder außer Puppet Break-Up und We Like Them Girls erscheinen zusammen mit einem animierten Musikvideo, welches auf dem YouTube-Kanal der Band veröffentlicht wird. Die Videos, die nach Grandma got a Facebook veröffentlicht wurden, wurden von Studio Ladybug animiert. Im Sommer 2012 wurde das erste Album der Band angekündigt, jedoch später abgesagt. Kurz darauf gründete Johnson seine eigene Produktionsfirma, sie trägt den Namen des Albums. Das Projekt wurde jedoch abgebrochen, da es Komplikationen zwischen Johnson und dem Studio „Maker Studios“ gab. Seit 2022 produzieren sie jedoch wieder Musik.

### Capitol Hill Gangsta
Dieses Projekt war eines der ersten Johnsons. Er berichtete hier über aktuelle politische Geschehnisse. Die Videos wurden jedoch von ihm oder von YouTube wieder entfernt.

### Fatty Spins
Mitte 2009 startete Ray das Comedy-Musikprojekt Fatty Spins. Er schrieb und sang die Songs „Doin’ Your Mom“ und „Muppet Sex“. Das Projekt wurde später aufgegeben unter dem sinngemäßen Hinweis: „Fatty Spins war ein Spaßprojekt, aber wir werden nicht mehr zusammen Musik machen. Wir lassen die Videos auf YouTube zwecks der Archivierung.“

### Breaking NYC
Im Dezember 2009 begann Johnson, kurze Vlogs zu veröffentlichen, in denen er zeigt, was er macht, wenn er sich nicht seiner Webshow =3 widmet. Bis Juni 2010 veröffentlichte er fast täglich Videos, stellte dies dann aber ein, da er sich mehr auf =3 konzentrierte. Im April 2011 begann er, neue Videos hochzuladen, diesmal über sein Leben in Los Angeles. Die Videos erschienen anfangs nur auf seiner Webseite, werden jetzt jedoch in unregelmäßigen Abständen auf seinem alten Kanal, BreakingNYC, veröffentlicht.

### Runaway Machine(vorherRunaway Planet)
Anfang Dezember 2012 starteten Johnson und seine damalige Lebensgefährtin Anna Akana mit "Runaway Planet" ihr eigenes Studio. Dieses arbeitet mit Julian Smiths Studio Papertown eng zusammen. Durch die Zusammenarbeit mit Papertown bekam =3 ein neues Design, welches in der Folge "EQUALS THREE 2.0" vom 27. November 2012 erstmals zu sehen ist. Auf dem zugehörigen Kanal sind vor allem Vlogs und Material zur Entstehung von Equals Three vorzufinden. Zudem ist die Entstehung des Projekts Riley Rewind, welches 2013 erschienen ist, dokumentiert worden. Runaway Planet wurde nach dem gleichnamigen Album von Your Favourite Martian benannt.
Am 22. November 2013 gab Johnsons damalige Lebensgefährtin, Anna Akana, bekannt, dass sie den Namen des Studios zu Runaway Machine änderten, um Rechtsproblemen aus dem Weg zu gehen. Wegen der Trennung von Johnson und Akana im Mai 2014 wird es vorerst keine weitere Folgen geben.